# Turn- und Sportverein Düdingen 2010-2011
Questa voce raccoglie le informazioni riguardanti il Turn- und Sportverein Düdingen nella stagione 2010-2011.

## Organigramma societario
Area direttiva
- Presidente: Christian Marbach

Area tecnica
- Allenatore: Jürg Wüthrich

## Rosa
| N° | Nome             | Ruolo | Data di nascita  | Nazionalità sportiva |
| -- | ---------------- | ----- | ---------------- | -------------------- |
| 1  | Anniara Muñoz    | S/P   | 24 gennaio 1980  | Cuba                 |
| 2  | Kaylee Manns     | P     | 27 gennaio 1988  | Stati Uniti          |
| 3  | Anic Zosso       | S     | 8 dicembre 1990  | Svizzera             |
| 4  | Camille Carlier  | C     | 2 febbraio 1991  | Svizzera             |
| 7  | Cosima Wieland   | S     | 16 aprile 1991   | Svizzera             |
| 8  | Ann Recht        | C     | 9 febbraio 1988  | Stati Uniti          |
| 9  | Stefanie Buschor | O     | 4 febbraio 1987  | Svizzera             |
| 10 | Emeli Schaffer   | S     | 11 dicembre 1985 | Brasile              |
| 11 | Nicole Dietrich  | L     | 11 maggio 1993   | Svizzera             |
| 14 | Claire Recht     | C     | 9 febbraio 1988  | Stati Uniti          |
| 15 | Renata Schmutz   | S     | 27 giugno 1978   | Brasile              |